# Дурак
 Дура́к — неумный человек, глупец.

## Образ дурака в фольклоре и искусстве
Дурак-недотёпа — непременный фольклорный герой пословиц, поговорок, бытовых сказок любого народа. Из-за своей глупости он предпринимает нелепые шаги, противоречащие здравому смыслу, или поступает невпопад, несообразно обстоятельствам, как герой русской сказки, говорящий при выносе покойника «Таскать вам не перетаскать», а при сборе урожая «Канон да ладан». 
Дурак-простак, «простодушный дурак» — скорее литературный, чем фольклорный персонаж. Его наивность, цельность, его естественные чувства могут противопоставляться неестественной для человеческой природы системе ценностей и предрассудкам мира разумных. О том, что действительно важно для человека, он знает больше, чем окружающие его «нормальные» люди. Пример такого героя в современной культуре — Форест Гамп, близок к нему «Идиот» Достоевского — князь Мышкин. Смыкается с этим образом и устоявшееся в XVIII—XIX веках театральное амплуа честной простушки под названием «инженю». Понятие der reine Tor, «невинный дуралей», использовано Вагнером для создания образа Парсифаля.
Дурак-юродивый, как фольклорный и литературный, так и действующий в этой роли в реальном мире средневековья, говорит и действует несообразно принятому обычаю, но его поступки для окружающих скорее страшны, чем смешны. Совершая глупые действия, дурак-юродивый критикует неправду мира «нормальных», выступает против несправедливости и нарушения наиболее базовых для своего времени законов «божеских». 
Близко к позднейшему литературному «простодушному дураку» стоит герой русского фольклора, Иван-дурак. Его предполагаемая глупость может и вовсе не проявляется, а может выражаться в «непрактичности», когда Дурак жертвует какими-то ценными благами ради мечты или идеала, не придает значения совершенным подвигам или не умеет доказать их авторство. Нередко в начале сказки он несчастен и обездолен (третий, младший сын, которому не достается ничего). Проявляя, как правило, настойчивость, а нередко и хитрость, Иван-дурак успешно проходит все испытания и к концу сказки вознаграждается богатством, рукой царской дочери и т. п.

## Дурак как социальный тип
Поведение дурака расценивается обществом как неподобающее, и как социальный тип дурак представляет собой антигероя, отмечает американский социолог О. Клапп.
Дурак близок по смыслу к «простаку», но это не синонимы. Главной чертой простака является наивность, а дурак может выделяться и другими недостатками — глупостью, неумелостью, несерьёзностью.